# Nancy H. Kleinbaum
Nancy H. Kleinbaum (* 30. August 1948) ist eine US-amerikanische Schriftstellerin und Journalistin. Bekannt wurde sie als Autorin des Romans zum Film „Der Club der toten Dichter“, den sie 1989 auf der Grundlage des Drehbuchs von Tom Schulman schrieb.

## Familie
Nancy H. Kleinbaum ist verheiratet und hat drei Kinder. Sie lebt in Mt. Kisco im US-Bundesstaat New York.

## Veröffentlichungen
- D.A.R.Y.L. (1985, nach einem Drehbuch von David Ambrose, Allan Scott und Jeffrey Ellis)
- Growing Pains (1987)
- Dead Poets Society (1989, nach einem Drehbuch von Tom Schulman); deutsche Übersetzung: Der Club der toten Dichter. Aus dem Amerikanischen von Ekkehart Reinke (Bastei-Lübbe, Bergisch Gladbach 1990)
- Cop and a Half (1993, nach einem Drehbuch von Arne Olsen)
- Ghost Story (1995, nach einem Drehbuch von Kermit Frazier)
- The Magnificent Seven. The Authorized Story of American Gold (1996)
- Dr. Dolittle (1998, nach Hugh Lofting)
- Doctor Dolittle and his Animal Family (1999, nach Hugh Lofting)
- Doctor Dolittle and Tommy Stubbins (1999, nach Hugh Lofting)
- Doctor Dolittle Meets the Pushmi-Pullyu (1999, nach Hugh Lofting)
- Doctor Dolittle’s Journey (1999, nach Hugh Lofting)

## „Der Club der toten Dichter“
Kleinbaums Roman Dead Poets Society ist weniger ein eigenständiges literarisches Werk als eine Art Merchandising-Produkt, das sich den Produktionsverhältnissen Hollywoods verdankt. Dieses Buch, ein movie-tie in, wendet sich an die Zuschauer, die den Eindruck des Films durch eine nachträgliche Lektüre vertiefen oder nochmals evozieren wollen. „Die Wahrnehmung des Romans wird von der Bildersprache des Films gesteuert und ganz allgemein durch Erwartungen, die sich weniger aus Erfahrungen mit Literatur als vielmehr mit dem Kino speisen.“